# Koewarasan
Koewarasan è un comune (ressort) del Suriname di 16.161 abitanti.